# Podskórnik gruszowy
Podskórnik gruszowy (Eriophyes pyri) – gatunek roztocza z nadrodziny szpecieli (Eriophoidea). Wielkość około 0,1–0,2 mm. Żeruje na takich rodzajach roślin jak grusza, głóg, jarząb czy irga.
Żeruje na liściach, wysysając sok, co powoduje powstawanie bąbli, a następnie pękanie skórki. W wyniku żerowania tworzą się ranki, które po pewnym czasie brązowieją.

## Biologia
Występują 2–3 pokolenia w ciągu roku. Zimuje samica w pąkach liściowych. Pierwsze pokolenie składa jaja w miejscu zimowania – w pąkach, i tam żeruje. Gdy pierwsze pokolenie opuszcza pąki, można je zwalczać. Samica z ostatniego pokolenia przechodzi do pąków na zimowanie.

## Zwalczanie
W sadach zwalcza się podskórnika chemicznie. W latach nasilenia szkodnika wykonuje się opryski pestycydami z grupy akarycydów, jeśli przeprowadzana lustracja wykazuje przekroczenie progu zagrożenia. Ograniczanie występowania można także przeprowadzić introdukując w sadach dobroczynka gruszowca (Typchlodromus pyri) – naturalnego drapieżcę podskórnika.